# Trogus
Trogus is een geslacht van gewone sluipwespen (Ichneumonidae). De wetenschappelijke naam werd gepubliceerd door Georg Wolfgang Franz Panzer in 1806.

## Soorten
- Trogus crustosus
- Trogus edwardsii
- Trogus flavipennis
- Trogus fulvipes
- Trogus ixcuinae
- Trogus koreensis
- Trogus lapidator
- Trogus pennator
- Trogus picadoae
- Trogus pompeji
- Trogus thoracicus
- Trogus vetus
- Trogus vulpinus
- Trogus fuscipennis
- Trogus violaceus